# Гардін (Іллінойс)
Гардін (англ. Hardin) — селище (англ. village) в США, в окрузі Калгун штату Іллінойс. Населення — 801 особа (2020).

## Географія
Гардін розташований за координатами 39°9′32″ пн. ш. 90°37′24″ зх. д. / 39.15889° пн. ш. 90.62333° зх. д. (39.159017, -90.623417).  За даними Бюро перепису населення США в 2010 році селище мало площу 5,96 км², з яких 5,51 км² — суходіл та 0,45 км² — водойми.

## Демографія
Згідно з переписом 2010 року, у селищі мешкало 967 осіб у 383 домогосподарствах у складі 246 родин. Густота населення становила 162 особи/км².  Було 431 помешкання (72/км²).
Расовий склад населення:
| - 98,2 % — білих - 0,6 % — чорних або афроамериканців - 0,2 % — корінних американців - 0,2 % — азіатів |

До двох чи більше рас належало 0,7 %. Частка іспаномовних становила 0,8 % від усіх жителів.
За віковим діапазоном населення розподілялося таким чином: 22,6 % — особи молодші 18 років, 53,7 % — особи у віці 18—64 років, 23,7 % — особи у віці 65 років та старші. Медіана віку мешканця становила 43,2 року. На 100 осіб жіночої статі у селищі припадало 84,2 чоловіків;  на 100 жінок у віці від 18 років та старших — 80,2 чоловіків також старших 18 років.
Середній дохід на одне домашнє господарство  становив 53 383 долари США (медіана — 50 694), а середній дохід на одну сім'ю — 65 311 долар (медіана — 59 861). Медіана доходів становила 48 654 долари для чоловіків та 40 625 доларів для жінок. За межею бідності перебувало 14,0 % осіб, у тому числі 9,4 % дітей у віці до 18 років та 11,8 % осіб у віці 65 років та старших.
Цивільне працевлаштоване населення становило 371 осіб. Основні галузі зайнятості: мистецтво, розваги та відпочинок — 17,5 %, виробництво — 15,9 %, освіта, охорона здоров'я та соціальна допомога — 14,6 %.